# 聖ヒエロニムスの最後の聖体拝領 (アゴスティーノ・カラッチ)
『聖ヒエロニムスの最後の聖体拝領』（せいヒエロニムスのさいごのせいたいはいりょう、伊: Comunione di san Girolamo、英: The Last Communion of Saint Jerome）は、イタリア・バロック期のボローニャ派の画家アゴスティーノ・カラッチが1592-1597年ごろ、キャンバス上に油彩で制作した絵画である。ボローニャのサン・ジロラモ・アッラ・チェルトーザ教会 (San Girolamo alla Certosa) のために制作された。現在、ボローニャ国立絵画館に所蔵されている。

## 作品

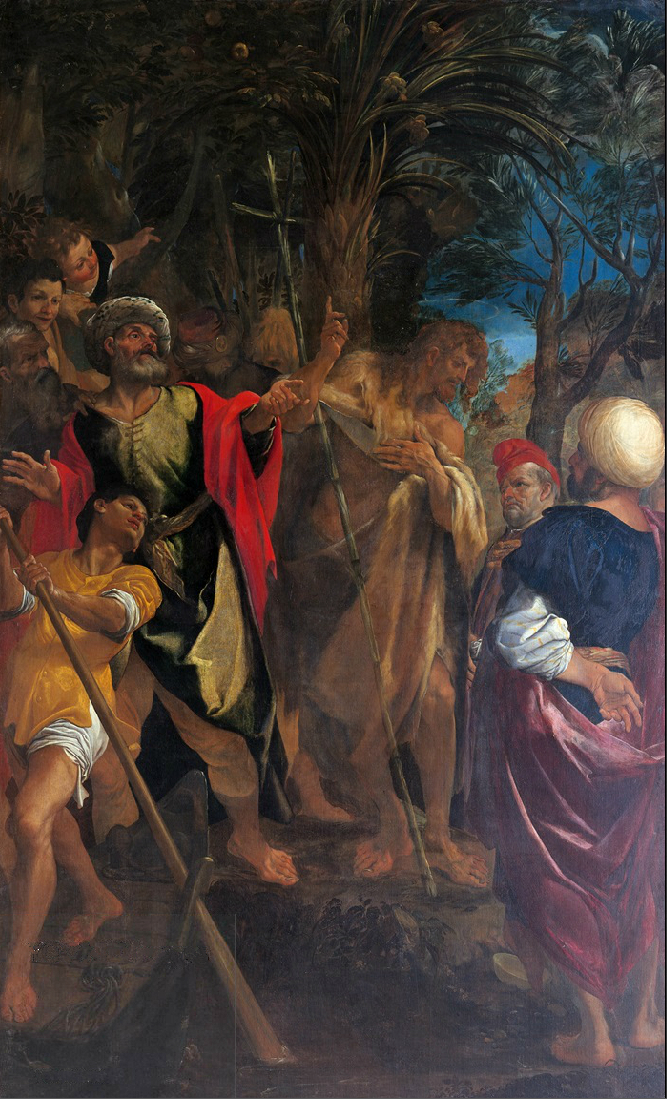
ルドヴィコ・カラッチ『洗礼者聖ヨハネの説教』 (1592年)、ボローニャ国立絵画館

サン・ジロラモ教会において、本作は元来、アゴスティーノ・カラッチの従兄弟ルドヴィーコ・カラッチが1592年に制作した『洗礼者聖ヨハネの説教』(ボローニャ国立絵画館) の反対側に掛けられていた。ルドヴィーコの作品と本作は、教会の再装飾の一環として同時期に描かれたと考えられている。ルドヴィーコによる素描『聖ヒエロニムスの最後の聖体拝領』は、アゴスティーノの本作と非常に類似した聖ヒエロニムスと聖体拝領を行う司祭像を表しており、おそらくルドヴィコはアゴスティーノが本作を制作する手助けをしたと思われる。本作は、伝記作者ジョヴァンニ・ピエトロ・ベッローリの『芸術家の生涯』(1672年) で詳細に記述され、アゴスティーノの傑作と称されている。
カルロ・チェーザレ・マルヴァージアの『フェルシーナ・ピットリーチェ (Felsina Pittrice)』 (1678年) によると、アゴスティーノは本作の完成を停滞させ、時折手を加えるだけで、長い間放置した。彼は作品の依頼から解放されるために前払い金を返すことさえ考えていたが、ボローニャの教皇副特使オラツィオ・スピノーラの努力によってようやく作品を完成させることを了承した。スピノーラは副特使の職を1597年に得たが、マルヴァージアの記述を信じるならば、本作はその直後になって完成した。その後、アゴスティーノは弟のアンニーバレ・カラッチとともにローマに赴いたと記録されている。つまり、本作の完成には5年を要したのである。一方、閉ざされた空間に大勢の人物が登場していることで、より遅い時期の制作であると見なす美術史家もいる。

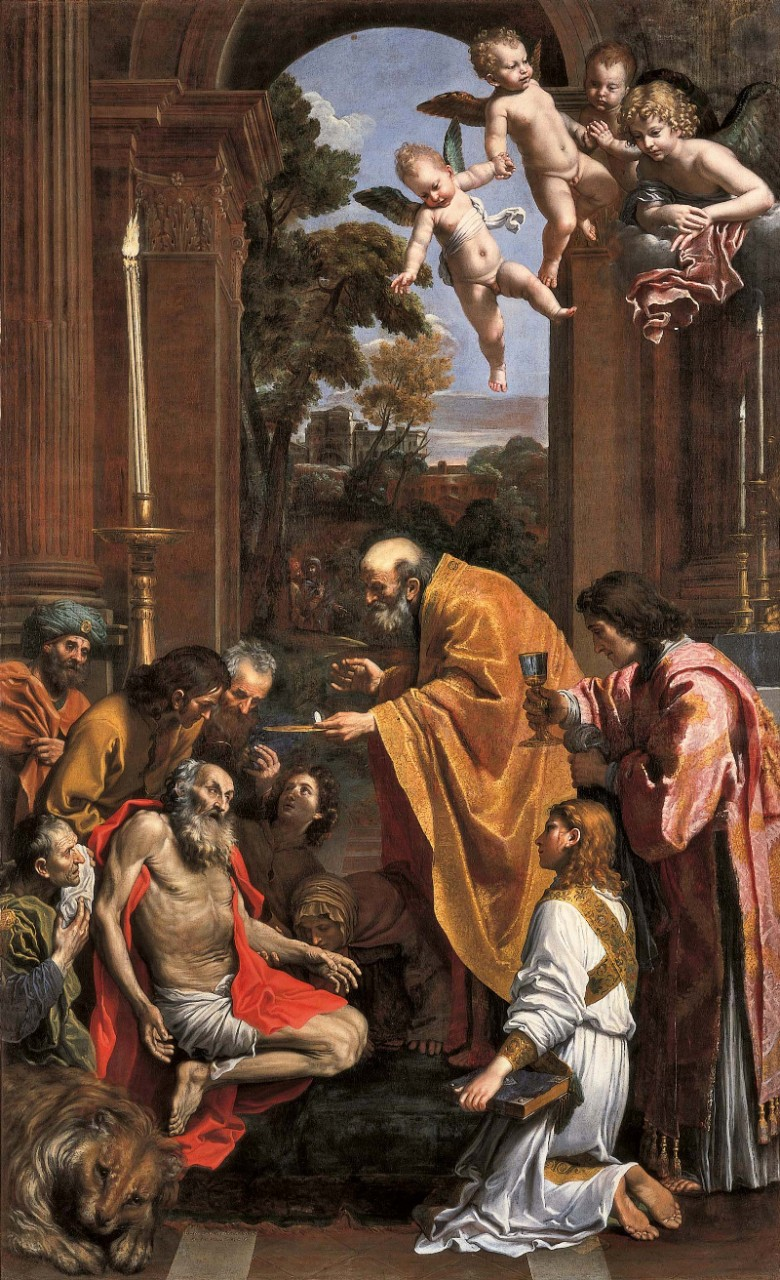
ドメニキーノ『聖ヒエロニムスの最後の聖体拝領』 (1614年)、ヴァチカン美術館

完成してから数年後、本作はアンニーバレのもとで修業をしたドメニキーノとジョヴァンニ・ランフランコの間の争論の的となった。1614年に、ドメニキーノは同主題の『聖ヒエロニムスの最後の聖体拝領』をローマのサン・ジロラモ・アッラ・カリタ教会のために仕上げたが、それはアゴスティーノの本作といくつかの類似点があるものであった。数年後、ドメニキーノとランフランコがローマで重要な依頼作品のために競合していた時、ランフランコはドメニキーノがアゴスティーノの盗作をしていると糾弾した。アゴスティーノの作品はローマではボローニャでほど知られていなかったため、ランフランコは自身の主張を証明するために自身の弟子フランソワ・ペリエにアゴスティーノの作品にもとづく版画まで制作させた。この出来事はドメニキーノにほとんど打撃を与えず、ベッローリはドメニキーノを「無罪放免」し、ドメニキーノの作品をアゴスティーノの作品の「称賛すべき模倣」と呼んだ。
本作は、ナポレオン戦争中の1796年にフランス軍により略奪され、パリへと運ばれた。ウィーン会議の後の1817年に当時ボローニャが編入されてた教皇領に返還された。